# CK Hutchison Holdings
CK Hutchison Holdings Limited là một công ty đa quốc gia đăng ký hoạt động tại Cayman Islands và có trụ sở tại Hong Kong. Công ty được thành lập vào tháng 3 năm 2015 thông qua việc sáp nhập Cheung Kong Holdings và công ty liên kết chính của nó Hutchison Whampoa. Nó nổi tiếng với năm doanh nghiệp cốt lõi - cảng và các dịch vụ liên quan, bán lẻ, cơ sở hạ tầng, năng lượng và viễn thông, hoạt động tại hơn 50 quốc gia

## Sở hữu
Công ty sở hữu cổ phần đáng kể trong các doanh nghiệp trên một số ngành công nghiệp. Một số công ty con cũng sở hữu cổ phần trong các công ty chị em của họ.

### Viễn thông
- 3 Group Europe – vận hành mạng điện thoại di động mang thương hiệu 3 tại Áo, Đan Mạch, Ireland, Thụy Điển và Vương quốc Anh.
- Hutchison Asia Telecom Group – vận hành mạng điện thoại di động ở Indonesia, Sri Lanka và Việt Nam.
- Hutchison Telecommunications Hong Kong Holdings (66.09%) – vận hành mạng điện thoại di động mang thương hiệu 3 tại Hong Kong và Macau.
- Vodafone Hutchison Australia (50%) – một liên doanh với Vodafone Group cung cấp dịch vụ di động tại Australia.
- Wind Tre (100%) – vận hành các mạng điện thoại di động và điện thoại cố định thương hiệu Wind thương hiệu 3 tại Italy.

### Cơ sở hạ tầng
- Cheung Kong Infrastructure Holdings (75.67%) – sở hữu một số công ty cơ sở hạ tầng trên toàn thế giới.
  - Eversholt Rail Group
  - Australian Gas Networks
  - UK Power Networks
  - Northern Gas Networks
  - Northumbrian Water Group
  - Park 'N Fly Airport Parking
  - Wales & West Utilities
  - Power Assets Holdings (38.87%)
    - Hongkong Electric Company – Tỷ lệ nắm giữ 33,37% được nắm giữ thông qua Power Assets Holdings.[5]

### Cảng
- Hutchison Port Holdings

### Bán lẻ
- A.S. Watson Group (75%)[6] – health and beauty retail group, with subsidiaries around the world.
  - Watsons
  - ParknShop
  - Superdrug
  - The Perfume Shop
  - Savers Health & Beauty
  - Kruidvat

### Năng lượng
- Husky Energy (40.2%) – Công ty năng lượng Canada.

### Khác
- Chi-Med (60.15%)
- CK Life Sciences (45.32%)
- TOM Group (36.7%)
- Metro Broadcast Corporation
- AlipayHK (một liên doanh với Ant Financial của Alibaba)[7]